# Calexico (California)
Calexico è una città della contea di Imperial, in California. La popolazione era di 38 572 abitanti al censimento del 2010, un aumento rispetto ai 27 109 abitanti del censimento del 2000. Il nome della città è una parola macedonia formata da California e Mexico, che, come quello della città sorella adiacente di Mexicali, sottolinea la sua identità di città di confine. Grandi eventi ogni anno sono il festival mariachi il 25 marzo seguito dalla mostra d'arte SDSU "Perspective of the Latino Race" il 3 aprile.

## Geografia fisica
Secondo lo United States Census Bureau, ha un'area totale di 22,35 km².
Calexico si trova a 370 km a sud-est di Los Angeles, a 201 km ad est di San Diego, a 420 km ad ovest di Phoenix e adiacente a Mexicali, Bassa California, Messico.
La posizione di Calexico offre un facile accesso in autotrasporto notturno a tutti i centri di trasporto più i porti di Long Beach, California, ed Ensenada, Bassa California, Messico.
Calexico è servita dalle State Routes 98, 7 e 111, con collegamento diretto alla Interstate 8 (5 miglia a nord) e alla State Route 86. Ci sono diciotto vettori comuni regolari e irregolari per il servizio di camion intrastatale e interstatale verso Calexico.
Il servizio ferroviario è fornito dalla Union Pacific Railroad e si collega con la linea principale a Oregon (Oregon); Rock Island, Illinois; Tucumcari, Nuovo Messico; St. Louis, Missouri; e New Orleans, Louisiana.
Entro i confini della città si trova l'Aeroporto Internazionale di Calexico, il checkpoint della U.S. Customs and Border Protection per i voli passeggeri e aerei cargo che entrano negli Stati Uniti dal Messico. Sono disponibili anche servizi charter privati.
Gli impianti di aviazione generale e il servizio di passeggeri e aerei di linea per l'Aeroporto Internazionale di San Diego, l'Aeroporto Bob Hope di Burbank e altri punti sono disponibili presso l'Aeroporto della contea di Imperial (Boley Field), situato a 27 km a nord.

## Storia
Durante la spedizione dell'esploratore spagnolo Juan Bautista de Anza, egli attraversò l'area tra il 1775 e il 1776, durante il dominio spagnolo. Il percorso attraverso Calexico è stato designato come percorso storico dallo Stato della California.

### Fondazione
Calexico inizialmente era una tendopoli della Imperial Land Company; fu fondata nel 1899 e incorporata nel 1908. La Imperial Land Company trasformò i terreni desertici in un ambiente fertile per permettere l'agricoltura tutto l'anno. Il primo ufficio postale di Calexico fu aperto nel 1902.

### Terremoto del 2010
Il 4 aprile 2010, il terremoto di El Mayor ha causato danni da moderati a pesanti in tutta Calexico e attraverso il confine a Mexicali. Misurando 7,2 Mw, il sisma è stato centrato a circa 64 km a sud del confine tra Stati Uniti e Messico vicino a Mexicali. Fu dichiarato lo stato d'emergenza e i funzionari isolarono la prima e la seconda strada tra Paulin e Heber Avenue. Vetro e detriti disseminati per le strade del centro di Calexico e due edifici sono parzialmente crollati. L'impianto di trattamento delle acque di Calexico ha subito gravi danni.

## Società

### Evoluzione demografica
Secondo il censimento del 2010, la popolazione era di 38 572 abitanti.

### Etnie e minoranze straniere
Secondo il censimento del 2010, la composizione etnica della città era formata dal 60,0% di bianchi, lo 0,3% di afroamericani, lo 0,5% di nativi americani, l'1,3% di asiatici, lo 0,1% di oceaniani, il 33,5% di altre etnie, e il 4,2% di due o più etnie. Ispanici o latinos di qualunque etnia erano il 96,8% della popolazione.